# Rinya
A Rinya (vagy Rinya-patak) a Dráva folyó balparti mellékvize Somogy vármegyében, a Nagyatádi és a Barcsi járásban. Böhönye, Lábod és Segesd közelében ered több ágban, ezeknek az ágaknak külön neve van: Szabási-Rinya, Lábodi-Rinya és Segesdi-Rinya. Nagyatád és Babócsa érintésével egyenesen délnek tartva, Barcs közelében a Drávába ömlik, közel a horvát határhoz. Hossza mintegy 60 km. Vízhozama eléggé ingadozó, a torkolatnál 2–5 m³/s közt mozog.
Érdekesség, hogy mielőtt a Drávába ömlene, átfolyik az Ó-Dráva nevű holtágon. Gyakran összetévesztik a Kis-Rinya patakkal, ami Barcson is keresztülfolyik.

## Képek

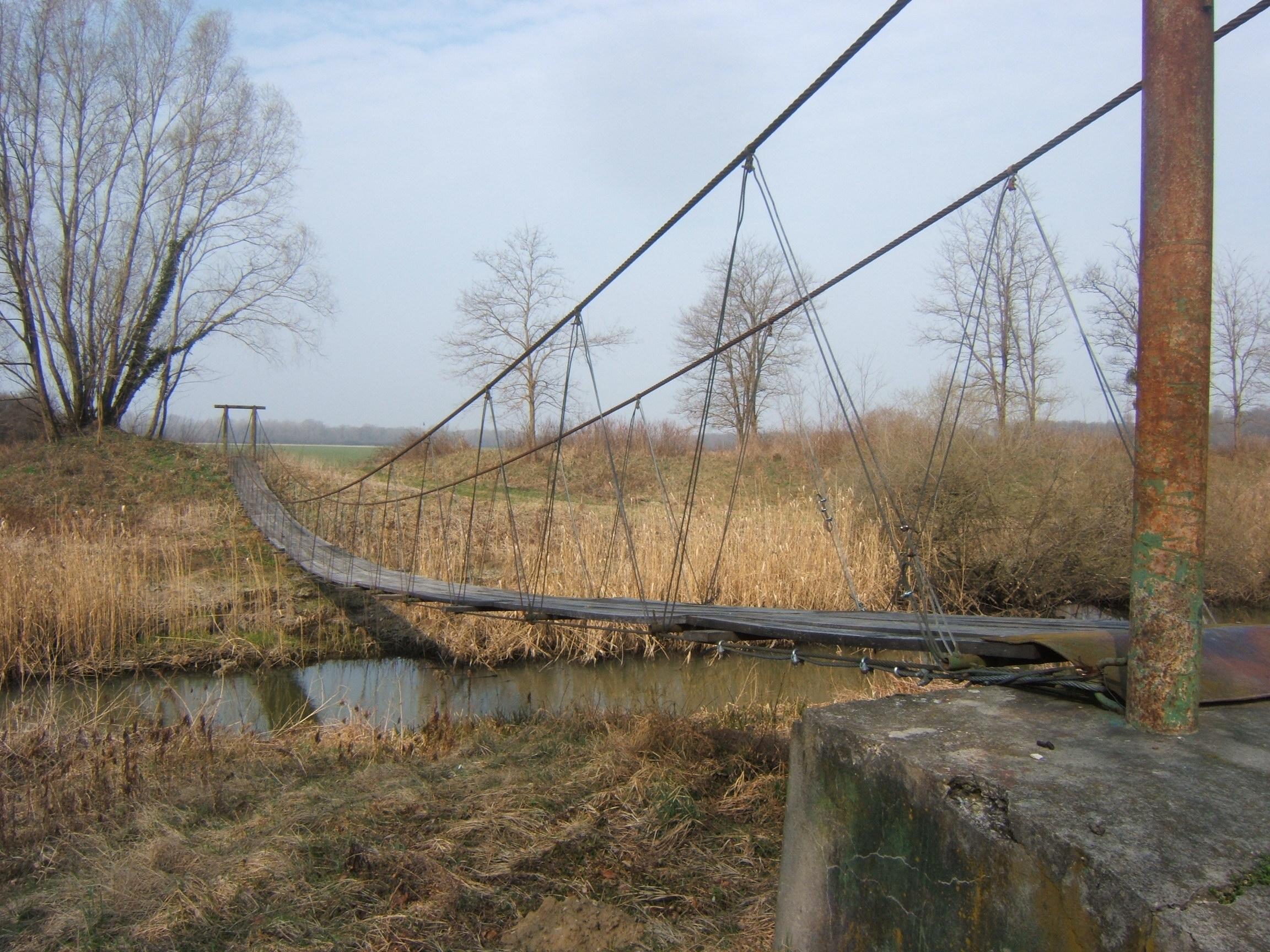
Gyaloghíd a Rinyán Péterhida külterületén
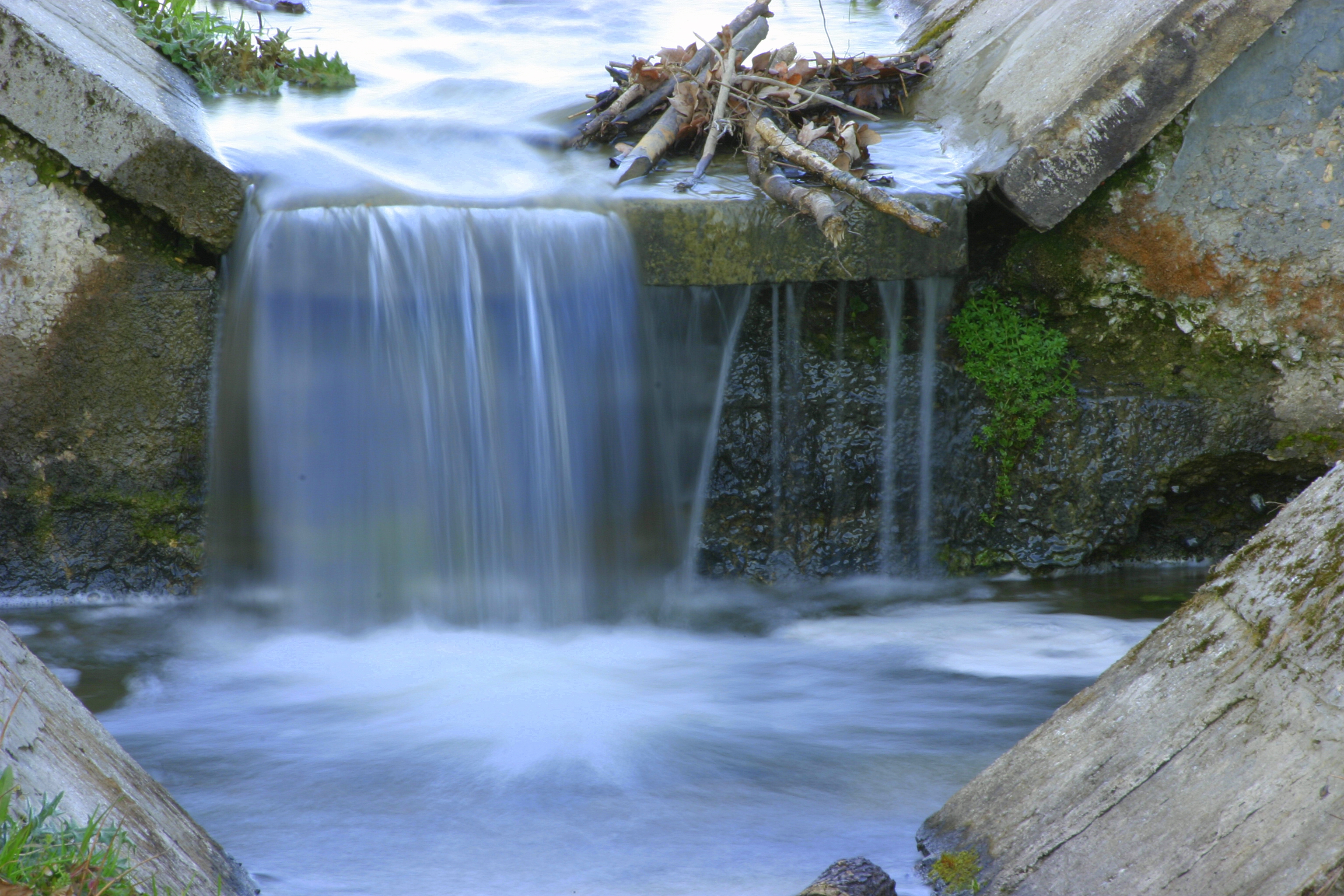
Zuhogó a Rinyán (ismeretlen hely)
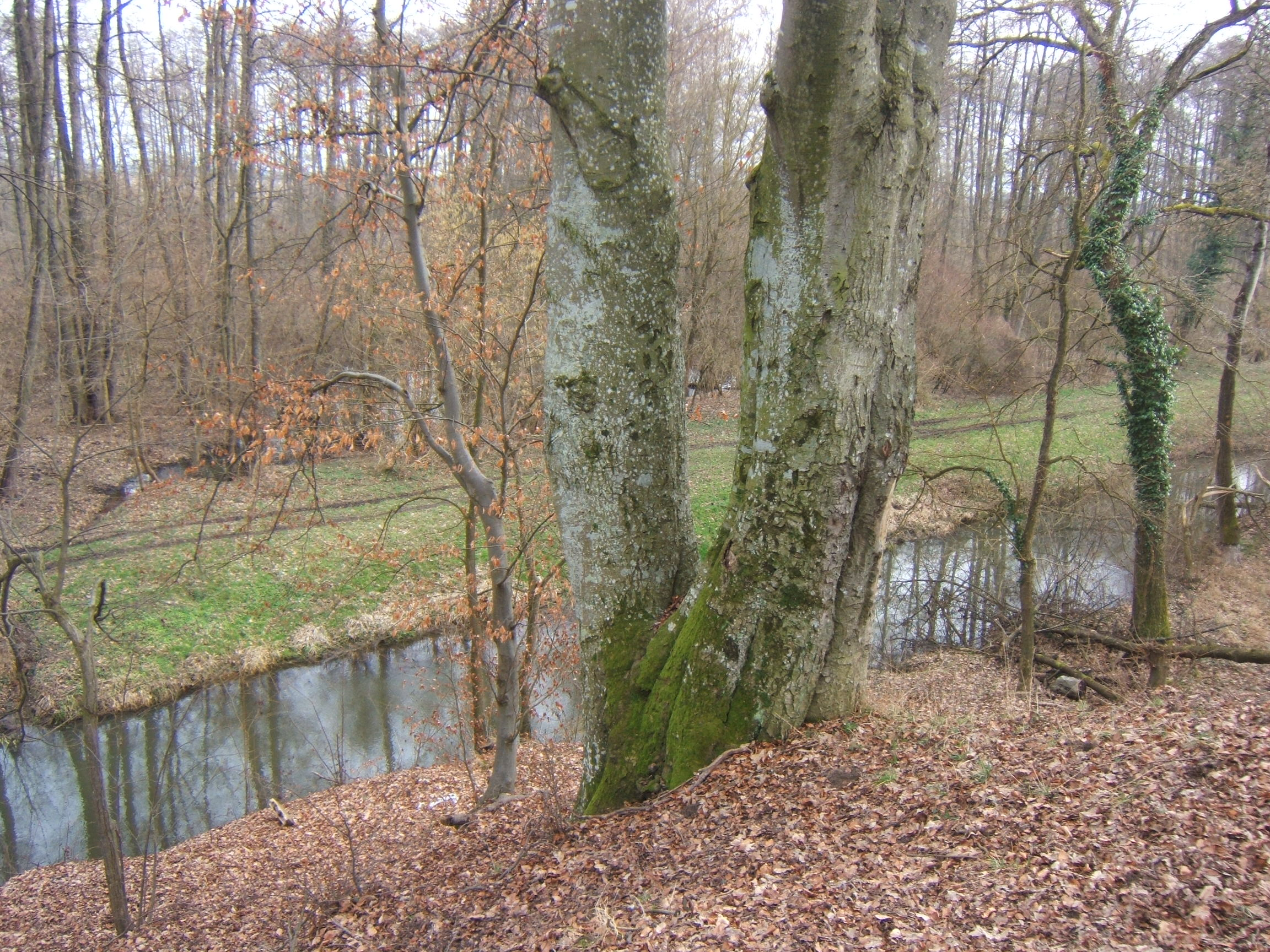
A Szabási-Rinya (és egy óriási bükkfa) a nagykorpádi Törökvárnál